# Dmytro Koźban
Dmytro Serhijowycz Koźban, ukr. Дмитро Сергійович Козьбан (ur. 27 kwietnia 1989 w Kramatorsku, w obwodzie donieckim) – ukraiński piłkarz, grający na pozycji napastnika.

## Kariera piłkarska

### Kariera klubowa
Wychowanek UOR Donieck, barwy którego bronił w juniorskich mistrzostwach Ukrainy (DJuFL). W 2006 rozpoczął karierę piłkarską w drużynie Inter Bojarka. Latem 2007 w wieku 17 lat został zaproszony do FK Lwów. Potem występował w klubach Kniaża Szczasływe, Nafkom Browary i Nywa Winnica. W styczniu 2012 przeszedł do Awanhardu Kramatorsk. 9 lipca 2013 podpisał kontrakt z Wołyniem Łuck. 1 sierpnia 2016 opuścił wołyński klub. 18 sierpnia 2016 został piłkarzem Weresu Równe.
4 lipca 2017 podpisał kontrakt z Motorem Lublin. 1 lipca 2018 wrócił do Wołyni Łuck. 25 czerwca 2019 opuścił Wołyń. Następnie występował w Kreminiu Krzemieńczuk. 11 lutego 2020 przeszedł do Ahrobiznesu Wołoczyska.

## Sukcesy i odznaczenia
FK Lwów
- wicemistrz Ukraińskiej Pierwszej Ligi: 2008

Nywa Winnica
- zdobywca Pucharu Ligi Ukraińskiej: 2010